# Grabovo (Ražanj)
Grabovo (em cirílico: Грабово) é uma vila da Sérvia localizada no município de Ražanj, pertencente ao distrito de Nišava. A sua população era de 156 habitantes segundo o censo de 2011.

## Demografia
| 1948 | 1953 | 1961 | 1971 | 1981 | 1991 | 2002 | 2011 |
| ---- | ---- | ---- | ---- | ---- | ---- | ---- | ---- |
| 438  | 454  | 415  | 345  | 314  | 260  | 193  | 156  |